# Thomas Carew Hunt
Thomas Carew Hunt (13 de Setembro de 1808 — 8 de Janeiro de 1886) foi um diplomata britânico, cônsul britânico e botânico amador, tendo recolhido e herborizado uma importante colecção de espécimes actualmente no herbário do Reais Jardins Botânicos de Kew. Foi cônsul britânico em Arcangel (1832), Açores (1839–1848) e Bordéus (1866). Colectava plantas para a Botanical Society of London, de que era membro, e correspondeu-se com Charles Darwin. A espécie açoriana Ammi huntii foi-lhe dedicada por Hewett Cottrell Watson.

## Biografia
Thomas Carew-Hunt nasceu em Devonshire, Inglaterra. Casou com Dorothy Nugent-Humble, de Waterford, Irlanda, com quem, quando esteve colocado em Ponta Delgada, teve um filho, Harry Thomas Carew-Hunt, que também viria a ser diplomata.
É autor de artigos descrevendo as ilhas de Santa Maria e de São Miguel, do arquipélago dos Açores, publicados em Londres no ano de 1845 no Journal of the Royal Geographic Society. Entre 1844 a 1848, Hunt enviou a Hewett Cottrell Watson exemplares colhidos naquelas ilhas, as mais orientais do arquipélago dos Açores, o que permitiu o alargamento do conhecimento da flora dos Açores e a descrição de um considerável número de espécies novas.
Também publicou considerações sobre o clima dos Açores e o registo de observações meteorológicas na Revista dos Açores, e no Almanak Rural da Sociedade Promotora da Agricultura Micaelense.
Já as pioneiras tabelas meteorológicas relativas aos Açores tinham sido publicadas por autores anglófonos: a primeira, publicada nas Philosophical Transactions of the Royal Society of London, vol. LXVIII, part II (1779) pp. 601-610, fazia parte de um relato enviado pelo botânico Francis Masson a William Aiton; as segundas, da responsabilidade do médico americano John White Webster, eram constituídas pelos registos de temperatura e da pressão atmosférica feitos em Ponta Delgada entre Outubro de 1817 e Março de 1818.
Descobriu na Serra da Tronqueira, na ilha de São Miguel, numa única área escarpada que desapareceu devido a um escorregamento de solo, uma espécie que viria a ser classificada como Vicia dennesiana e que nunca mais foi
encontrada desde então e é considerada extinta. Sementes da espécie enviadas por T. C. Hunt para a Botanical Society of London foram distribuídas por alguns dos seus membros, para serem cultivadas. A espécie foi descrita e classificada por Hewett Cottrell Watson.